# زستافا ام91
زستافا ام91 (بالإنجليزية: Zastava M91)‏ هي بندقية قناص شبه الآلية وتم تطويرها وتصنيعها من قبل شركة زاستافا الأسلحة .زستافا ام91 هي نسخة معدلة من دراغونوف SVD السوفياتية.